# Кичай
Кичай, кицай (Keechi, Kichai, Kitsai), самоназвание K’itaish — индейское племя в США. По этнокультурной классификации относится к индейцам южных прерий. Обитало на юго-востоке Техаса.

## История
По происхождению племя кичай находится в близком родстве с племенем пауни. Французские землепроходцы встретились с племенем кичай на Красной реке в Луизиане в 1701 году.
В то время племя кичай входило в альянс с другими племенами южных равнин, причём в альянсе постоянно менялся баланс сил. По впечатлениям первых европейцев, которые встретились с кичай, они в то время враждовали с племенем кэддо. В 1712 г. кичай воевали против племени хаинаи у реки Тринити. С другой стороны, они входили в союз с племенем кэддохадачо, которое, в свою очередь, входило в состав Конфедерации кэддо, и заключили с ним много смешанных браков.
К 1772 г. кичай осели в основном к востоку от реки Тринити, близ современного города Палестина в штате Техас.
10 ноября 1837 г. техасские рейнджеры потерпели поражение от кичай в Битве каменных домов (en:Battle of Stone Houses), хотя кичай в этой битве потеряли своего вождя.

## Современность
Племя кичай не признано на федеральном уровне. Индейцы-кичай входят в состав официально признанных племён: родственных им кэддо в Оклахоме, уичита, а также неродственных делаваров. Большинство этих племён проживают на юго-западе штата Оклахома, в частности, в округе Кэддо, куда они были принудительно переселены правительством США в XIX веке.

## Язык
Вымерший язык кичай входил в каддоанскую семью, наряду с такими языками, как арикара, пауни и уичита.
Последним живым носителем кичайского языка была Кай-Кай (Kai Kai), женщина родом из г. Анадарко в штате Оклахома. Лингвист Александр Лессер записал с её слов большое количество сведений о языке.